# Whitehead torpedo
Whitehead torpedoen var den første brugbare selvbevægelige torpedo. Den var udviklet af den britiske ingeniør Robert Whitehead og blev fra 1868 solgt til en række lande, som enten købte Whiteheads torpedoer eller fremstillede dem på licens. Designet blev løbende forbedret gennem årene, men efter Whiteheads død i 1905 ophørte familiens indflydelse på produktionen. Selv om senere torpedoer også har været omtalt som "Whitehead", har dette været en mere generel betegnelse.

## Oprindelse
Robert Whitehead var flyttet til Fiume (der dengang var en del af det østrigske kejserrige) omkring 1849, og da en gruppe lokale investorer i 1856 oprettede maskinfabrikken Stabilimento Tecnico Fiumano (STF), blev han ansat som direktør. Den nye fabrik blev leverandør af maskineri til den østrigske flåde, blandt andet til panserskibet Erzherzog Ferdinand Max, der blev søsat i 1865.
Giovanni de Luppis (1813-1875) var kommandørkaptajn (Fregattenkapitän) i den østrigske flåde, og omkring 1860 var han begyndt at eksperimentere med en flydende, styrbar sprængladning med et fjederdrevet maskineri. Han byggede en model af træ, forsynet med en perkussionslås i stævnen, der skulle antænde en sprængladning. Styringen foregik fra land ved hjælp af et snoresytem. Luppis demonstrerede sin model - døbt Der Küstenbrander ("Kystbrandskibet") - i Wien for flådeledelsen, men blev afvist. Man anså hans opfindelse for ubrugelig, især på grund af styringen og det primitive maskineri. Selve ideen om en bevægelig sprængladning blev ikke afvist, men flådeledelsen gav Luppis det råd at komme i kontakt med en ingeniør. Luppis blev overført til reserven i 1861 og arbejdede videre med sin ide, og i 1864 mødtes han med Whitehead og præsenterede sin model. På STF byggede man så en udgave i fuld størrelse og afprøvede den ved værftet. Robert Whitehead nåede imidlertid til samme konklusion som flådeledelsen, nemlig at "kystbrandskibet" var for langsomt, for sårbart og for besværligt at styre, og han valgte at videreudvikle ideen efter helt andre principper. Det skal bemærkes, at der i de østrigske kilder gøres en del mere ud af Luppis' medvirken til udviklingen af torpedoen, hvorimod Whiteheads biograf, Edwyn Gray, hurtigt skriver ham ud af historien.
Selv om Luppis' udgave af den bevægelige sprængladning var forkastet, arbejdede Whitehead alligevel videre med projektet. Han var klar over, at skibe var mest sårbare under vandlinjen, og han ønskede derfor at skabe en udgave af sit våben, der bevægede sig under havoverfladen. På den måde ville det både være farligere, sværere at opdage, og dermed også mindre sårbart. Som drivmiddel valgte han komprimeret luft, og han forkastede den besværlige snorestyring og konstruerede i stedet et affyringsapparat, som kunne bruges til at sigte efter målet. Ideen var let nok at forklare, men de tekniske udfordringer var voldsomme.
I 1866 arbejdede Whitehead stadig på ideen, men uden større held. Han havde bestemt sig for en cigarformet metalcylinder, men manglede stadig at løse problemet med at få våbnet, nu omtalt som minenshiff ("mineskib"), til at bevæge sig i en bestemt dybde. Imidlertid betød den østrigske flådes sejr ved Lissa, at han fik stor opmærksomhed. Søslagets kulmination var admiral Tegetthoffs vædring og sænkning af det italienske panserskib Re d'Italia, og vædringen blev udført med Erzherzog Ferdinand Max, som Whitehead havde leveret maskineri til. Tegethoff skrev et telegram og takkede Whitehead, og englænderen udnyttede virakken til at få lov til at præsentere sit Minenschiff for den østrigske flåde i december 1866. Problemet med dybdestyringen var stadig ikke løst, og Whitehead blev opfordret til at arbejde videre.

## Gennembruddet
I 1868 pressede den østrig-ungarske flåde på for at få våbnet afprøvet. Kanonbåden Gemse blev stillet til rådighed for Whitehead, og skibet fik stævnen ændret, så der kunne placeres et apparat til affyring, drevet af trykluft. Kun otte af de 54 første prøveaffyringer ramte målet - de fleste gik i havbunden - og Whitehead bad om en pause i prøverne. I den periode lykkedes det ham endelig at få ideen til dybdestyringen. Hans løsning var at forsyne sit våben med et "hemmeligt kammer", hvor en ventil målte vandtrykket. En fjederbelastet plade holdt vandtrykket, og dermed dybden, konstant, og nu var hans våben omsider driftssikkert. Whitehead skrev kontrakt med den østrig-ungarske flåde om levering af det nye undervandsvåben, og det fremgik af kontrakten, at han også havde lov til at sælge sin opfindelse til anden side.
Robert Whitehead ville ikke tage patent på sit våben. Han var - måske med god grund - utryg ved at fremsende detaljerede tegninger til patentkontorer, der typisk var i nær kontakt med deres hjemlandes regeringer, og han valgte i stedet at beskytte sine forretningshemmeligheder ved kun at lade en snæver kreds på fabrikken have kendskab til detaljerne i produktionen. Efter kontraktunderskrivelsen i sommeren 1868 begyndte Whitehead at skrive rundt til de forskellige flådemagter, og han tilbød sit nye våben - nu omtalt som "torpedo" - til særdeles høje priser. Viceadmiral Paget, der var chef for den britiske middelhavsflåde, skrev i august 1868 til flådeledelsen, at Whitehead havde fået 20.000 £ fra Østrig-Ungarn for sin opfindelse.

## Whitehead som torpedofabrikant
De følgende år arbejdede Whitehead dels på at forbedre torpedoen, dels på at sælge den til forskellige andre landes regeringer. Royal Navy - verdens største flåde på det tidspunkt - var det naturlige sted at fortsætte, og i august 1869 besøgte tre britiske officerer Fiume og fik demonstreret torpedoen. De rapporterede positivt til London, men chefen for flådens minevæsen, commander John Fisher, valgte i stedet at anbefale indkøb af Harveys slæbetorpedoer. Højere oppe i den britiske flådeledelse var der imidlertid større interesse for torpedoen, og Whitehead blev inviteret til England for at demonstrere sit våben. Kanonbåden HMS Oberon fik installeret et affyringsapparat i stævnen, og den gamle fregat HMS Aigle fra 1801 - siden 1853 flydende kullager - blev slæbt ud i Medway-flodens udløb som målskib. Aigle fik påsat et net midtskibs til at opfange torpedoerne, men en af Whiteheads 16 tommers modeller blev sendt afsted i en lidt skrå vinkel, og den ramte det gamle krigsskib i forskibet og sendte det til havets bund. HMS Aigle blev på den måde i oktober 1870 det første skib, der blev sænket af en Whitehead torpedo. I april 1871 købte den britiske regering rettighederne til torpedoen for 15.000 £, plus 2.500 £ for retten til licensfremstilling, og året efter fulgte Frankrig trop. Hans oprindelige arbejdsplads, Stabilimento Tecnico Fiumano, gik fallit i 1873, og Whitehead benyttede anledningen til at købe fabriksgrunden og stifte sit eget selskab, Silurificio Whitehead. I 1873 indgik han også kontrakter med Tyskland og Italien.
De mindre lande kom efterhånden også på banen. Whitehead gik med til, at Danmark, Norge og Sverige i fællesskab kunne købe rettighederne for 5.000 £, og han leverede den første torpedo til Danmark i juli 1875 til en pris af 400 £, plus op til 100 £ ekstra, hvis torpedoen kunne bevæge sig hurtigere end 18 knob. Den svenske og norske flåde købte hver 25 torpedoer i 1876, men svenskerne brokkede sig noget over, at de leverede modeller var svære at indstille på grund af skruens rotation, så det var nødvendigt at hamre roret skævt for at få torpedoen til at holde kursen. Danmark købte yderligere 25 torpedoer i foråret 1876, og 25 mere i 1877, men da var prisen faldet til 300 £ per styk.
En af årsagerne til prisfaldet kan have været, at Whitehead fik konkurrence i 1876, da maskinfabrikanten Louis Schwartzkopff fra Berlin lancerede sin udgave af torpedoen. Schwartzkopffs model fra Berliner Maschinenbau AG lignede Whiteheads til forveksling, med den væsentlige forskel, at cylinderen var af en metallegering, firmaet kaldte fosforbronze, i stedet for stål. Det var vigtigt, fordi datidens torpedoer tilbragte en del timer i havet under prøveskydninger, og prøveskydningerne var nødvendige, så man kunne være sikker på, at hver torpedo havde sit ror indstillet, så den styrede lige frem. Ståltorpedoerne rustede efter en serie afprøvninger, men det gjorde Schwartzkopffs torpedoer ikke, og derfor forlangte han 450 £ stykket, mod Whiteheads daværende pris på 320 £. Whitehead satsede på sin nye, hurtige torpedo fra 1876 (Fiume Mk 1), og i oktober 1876 besøgte han sammen med sønnen Jack de nordiske hovedstæder for personligt at instruere i brugen af det nye våben.
Kunderne strømmede fortsat til: Rusland og Tyrkiet i 1876, Portugal i 1877 og flere andre flåder i de følgende år. Den amerikanske flåde afprøvede i stedet en række alternative torpedotyper, og først i 1891 fik firmaet Bliss & Williams licens på at bygge Whiteheads torpedoer, og blev leverandør til U.S. Navy. Royal Navy havde bygget torpedoer på licens siden 1872 i Royal Laboratory i Woolwich, og her fik man den ide at forsyne torpedoerne med to skruer, der roterede i hver sin retning. Det forbedrede retningsstabiliteten, og Whitehead indarbejdede denne løsning i sine modeller fra slutningen af 1870'erne. I 1881 kunne fabrikken i Fiume tælle sammen, at der i alt var leveret 1.456 torpedoer til forskellige lande: Storbritannien 254, Rusland 250, Frankrig 218, Tyskland 203, Østrig-Ungarn 100, Danmark 83, Italien 70, Grækenland 70, Portugal 50, Argentina 40, Nederlandene 40 og Chile, Norge og Sverige tilsammen 78.
I 1880-erne var der en voldsom efterspørgsel på torpedoer fra flåder af enhver størrelse, og i 1890 tog Whitehead konsekvensen og åbnede en ny fabrik i Weymouth i England. Den blev ledet af kommandør (captain) Edward Gallwey, der ved samme lejlighed forlod den britiske flåde. I 1890 introducerede Whitehead også to nye torpedomodeller (14 og 18 tommer) med rundede næser i stedet for den hidtidige spidse form. Den britiske flåde havde nemlig eksperimenteret sig frem til, at denne form var mere effektiv i vandet, og samtidig blev der også plads til en større sprængladning i næsen. Royal Laboratory havde brugt denne udformning siden 1883, og nu fulgte Whitehead altså trop.
Selv om styringen var blevet forbedret med brugen af kontra-roterende skruer, var der stadig problemer over længere afstande. Dette blev løst, da den østrigske ingeniør og flådeofficer Ludwig Obry i 1896 tog patent på et gyroskop og samme år solgte opfindelsen til Whitehead. Med gyroskopet blev torpedoen også træfsikker på distancer over 1.000 m, og det blev aktuelt at udvikle nye og kraftige modeller til brug over lange afstande. Efterspørgslen var stadig stor, og omkring år 1900 blev der også oprettet en fabrik ved St. Tropez, som supplement til den franske flådes egen fabrik i Toulon. I løbet af 1890'erne blev Robert Whiteheads helbred dårligere, og firmaets daglige ledelse gik efterhånden over til hans søn John og svigersøn Georg Hoyos. De døde i henholdsvis 1902 og 1904, og herefter var det i praksis Gallwey, der ledede firmaet.

## Whiteheads fabrikker efter 1905
Robert Whitehead døde i 1905, og i 1906 blev hans firma omdannet til aktieselskab, og de to britiske selskaber Vickers og Armstrong, Whitworth & Co. købte hver godt 25 procent af aktiekapitalen, så de tilsammen kontrollerede 51 procent af det nye aktieselskab. De nye ejere fortsatte produktudviklingen, og det var også nødvendigt, for i 1906 havde Schwartzkopff introduceret en 50-cm torpedo og i 1908 havde Royal Laboratory udviklet en 53-cm model til den britiske flåde. Whitehead svarede igen med en hurtig 45-cm model med opvarmet trykluft og i 1909 fulgte en 53-cm model. Den store model var imidlertid ikke driftssikker, og først et års tid senere var der en Mk 2 model parat. Den var til gengæld så effektiv, at den blev produceret i adskillige år. Fabrikken i Fiume blev desuden udbygget til også at kunne producere undervandsbåde, og en af de første var Havmanden, søsat i 1911 og leveret til den danske marine. Udbygningen af produktionsapparatet fortsatte i 1913, da man overtog De Luccas fabrikker i Napoli og begyndte torpedoproduktion under navnet Societa Anonima Italiana Whitehead & Company.
Da første verdenskrig brød ud i 1914, blev produktionsforholdene totalt ændret. Fabrikken i Fiume blev overtaget af den østrigske regering, og da Italien og Østrig-Ungarn kom i krig i 1915, blev alle maskiner til torpedoproduktion flyttet til St. Pölten, syd for Wien. Fabrikken i Weymouth blev direkte styret af den britiske flåde, og der blev bygget en ekstra fabrik i Caton, nær Lancaster. Da verdenskrigen sluttede, var den østrigske gren af familien underlagt Custodian of Enemy Property, og deres aktier blev købt af Vickers og Armstrong, Whitworth & Co., der herefter sad på 66 procent af aktiekapitalen. I 1921 likviderede man det oprindelige aktieselskab og dannede et nyt Whitehead Torpedo Company Ltd, hvor familien Whiteheads andel var svundet ind til seks procent og fra 1931 havde familien ikke længere aktier i det selskab, der stadig var opkaldt efter Robert Whitehead.
Fabrikken i Fiume blev forsøgt genstartet med østrigsk kapital, men da Italien overtog Fiume (officielt ved traktat i 1924) kom de to italienske fabrikker under kontrol af italienske firmaer, men fortsatte stadig med at bruge navnet Whitehead til deres torpedoer. Fabrikken i St. Tropez blev overtaget af franske interesser og blev omdøbt til La Société de Torpilles de St. Tropez.

## Betydning
Whitehead torpedoer blev anvendt ombord på slagskibe, krydsere og selvfølgelig på de torpedobåde, der blev udviklet til at fremføre dem. Senere fulgte destroyerne, der skulle beskytte andre skibe mod torpedobåde, og endelig kom undervandsbådene. I 1904 skrev den britiske admiral Henry John May: "Hvis ikke Whitehead havde været der, ville undervandsbåden blot have været et spændende stykke legetøj, og ikke meget mere."
Håndværket og holdbarheden i Whiteheads torpedoer kan illustreres af de ni torpedoer af typen Fiume 18" Mk 2, der omkring år 1900 blev leveret til fæstningen Oscarsborg, som beskyttede indsejlingen til Oslo. I norsk tjeneste blev de betegnet som Whitehead model V d, og den første blev prøveaffyret 26. oktober 1901. Da en tysk flådestyrke med den svære krydser Blücher i spidsen forsøgte at forcere fjorden 9. april 1940, sendte to af torpedoerne det tyske krigsskib til bunden af Oslofjorden og gav den norske regering, kongefamilie og nationalbankens guldbeholdning en dags respit, så de undslap tyskerne.

## Whitehead torpedoer
| År   | Model                | Diameter        | Længde                | Vægt                | Motor        | Hastighed              | Rækkevidde          | Ladning           | Kommentar                        |
| ---- | -------------------- | --------------- | --------------------- | ------------------- | ------------ | ---------------------- | ------------------- | ----------------- | -------------------------------- |
| 1866 | Prototype            | 35,6 cm (14 in) |                       | 120 kg (265 lb)     | Roterende    | 6 kn (11 km/h)         | 200 m (220 yd)      | 8,2 kg (18 lb)    | To-trins trykluftsmotor          |
| 1867 | Test model           | 35,6 cm (14 in) | 3,5 m (11 ft 7 in)    | 157 kg (346 lb)     | Roterende    | 5,7 kn (10,6 km/h)     | 180 m (200 yd)      | 6,4 kg (14 lb)    |                                  |
| 1867 | Test model           | 40,6 cm (16 in) | 4,3 m (14 ft 1 in)    | 290 kg (650 lb)     | Roterende    | 6,7 kn (12,4 km/h)     | 270 m (300 yd)      | 30,4 kg (67 lb)   |                                  |
| 1868 | Test model           | 35,6 cm (14 in) | 3,5 m (11 ft 7 in)    | 157 kg (346 lb)     | V-motor      | 7 kn (13 km/h)         | 550 m (600 yd)      | 18,1 kg (40 lb)   | Første med dybdestyring          |
| 1868 | Test model           | 40,6 cm (16 in) | 4,3 m (14 ft 1 in)    | 290 kg (650 lb)     | V-motor      | 7 kn (13 km/h)         | 550 m (600 yd)      | 30,4 kg (67 lb)   | Større udgave                    |
| 1870 | Test model           | 35,6 cm (14 in) | 4,2 m (13 ft 10,5 in) |                     | V-motor      | 7,5 kn (13,9 km/h)     | 550 m (600 yd)      | 8,2 kg (18 lb)    | Royal Navy test                  |
| 1870 | Test model           | 40,6 cm (16 in) | 4,3 m (14 ft)         |                     | V-motor      | 7,5 kn (13,9 km/h)     | 910 m (1.000 yd)    | 30,4 kg (67 lb)   | Royal Navy test                  |
| 1871 | Fiume Small          | 35,6 cm (14 in) | 4,3 m (14 ft)         |                     | V-motor      | 16,5 kn (30,6 km/h)(?) | 730 m (800 yd)      | 12,0 kg (26,5 lb) | Tidlig standardmodel             |
| 1871 | Fiume Standard       | 40,6 cm (16 in) |                       |                     | V-motor      | 7 kn (13 km/h)         | 910 m (1.000 yd)    |                   | Tidlig standardmodel             |
| 1876 | Fiume 14" Mk 1       | 35,6 cm (14 in) | 4,4 m (14 ft 6 in)    | 240 kg (529 lb)     | Stjernemotor | 17,5 kn (32,4 km/h)    | 550 m (600 yd)      | 12,0 kg (26,5 lb) | Tre-cylindret Brotherhood motor  |
|      | Fiume 14" Mk 2       | 35,6 cm (14 in) | 4,4 m (14 ft 6 in)    | 269 kg (594 lb)     | Stjernemotor | 20 kn (37 km/h)        | 550 m (600 yd)      | 13,6 kg (30 lb)   |                                  |
|      | Fiume 14" Mk 3       | 35,6 cm (14 in) | 4,0 m (13 ft 3 in)    | 251 kg (554 lb)     | Stjernemotor | 21 kn (39 km/h)        | 550 m (600 yd)      | 26,3 kg (58 lb)   |                                  |
| 1882 | Fiume 15"            | 38,1 cm (15 in) | 5,7 m (18 ft 9,5 in)  | 410,3 kg (904,5 lb) | Stjernemotor | 23,5 kn (43,5 km/h)    |                     | 33,6 kg (74 lb)   | Udgaver i stål eller bronze      |
| 1882 | Fiume short          | 35,6 cm (14 in) | 3,4 m (11 ft)         | 197 kg (435 lb)     | Stjernemotor | 21 kn (39 km/h)(?)     | 550 m (600 yd)(?)   |                   | Udgave til Rusland               |
| 1883 | Fiume baby           | 30,5 cm (12 in) |                       | 123 kg (272 lb)     | Stjernemotor | 21 kn (39 km/h)        | 180 m (200 yd)      | 15,0 kg (33 lb)   | Til små torpedobåde              |
| 1885 | Fiume 14" Mk 4       | 35,6 cm (14 in) | 4,5 m (14 ft 9 in)    | 300 kg (660 lb)     | Stjernemotor | 23,5 kn (43,5 km/h)    | 550 m (600 yd)      | 26,3 kg (58 lb)   |                                  |
| 1890 | Fiume 14" Short      | 35,6 cm (14 in) | 3,9 m (12 ft 9 in)    | 388 kg (856 lb)     | Stjernemotor | 28,5 kn (52,8 km/h)    | 730 m (800 yd)      | 39,9 kg (88 lb)   | "Rundnæset" model                |
| 1890 | Fiume 18" Mk 1       | 45,7 cm (18 in) | 5,1 m (16 ft 7 in)    | 515 kg (1.136 lb)   | Stjernemotor | 30 kn (56 km/h)        | 730 m (800 yd)      | 89,8 kg (198 lb)  | "Rundnæset" 18" model            |
| 1891 | Fiume 18" Mk 2       | 45,7 cm (18 in) | 5,1 m (16 ft 7 in)    | 515 kg (1.136 lb)   | Stjernemotor | 29,5 kn (54,6 km/h)    | 730 m (800 yd)      | 84,8 kg (187 lb)  | "Rundnæset" 18" model            |
| 1905 | Fiume 18" Mk 3       | 45,7 cm (18 in) |                       | 730 kg (1.609 lb)   | Stjernemotor | 29 kn (54 km/h)        | 2.000 m (2.190 yd)  | 99,8 kg (220 lb)  | Langtrækkende model              |
| 1907 | Fiume 18" Mk 3H      | 45,7 cm (18 in) |                       | 730 kg (1.620 lb)   | Stjernemotor | 34 kn (63 km/h)        | 4.000 m (4.370 yd)  | 114,8 kg (253 lb) | Varmeaggregat tilføjet           |
| 1908 | Fiume 18" Dry heater | 45,7 cm (18 in) |                       | 750 kg (1.654 lb)   | Stjernemotor | 42 kn (78 km/h)        | 6.000 m (6.560 yd)  | 114,8 kg (253 lb) | Fire-cylindret med varmeaggregat |
| 1909 | Weymouth Mk 1        | 53,3 cm (21 in) |                       |                     |              |                        |                     |                   | Ikke driftssikker                |
| 1910 | Weymouth Mk 2        | 53,3 cm (21 in) |                       | 1.267 kg (2.794 lb) | Stjernemotor | 29 kn (54 km/h)        | 9.100 m (10.000 yd) | 102,1 kg (225 lb) | Fire-cylindret med varmeaggregat |
| 1913 | Fiume 18" Wet heater | 45,7 cm (18 in) |                       | 790 kg (1.742 lb)   |              | 44 kn (81 km/h)        | 6.000 m (6.560 yd)  | 99,8 kg (220 lb)  | To-cylindret med varmeaggregat   |

Tabelkilde: Gray.